# Energetika

Výroba elektřiny ve světě podle zdroje

Energetika je průmyslové odvětví, které se zabývá získáváním, přeměnou a distribucí všech forem energie. Jedná se zejména o výrobu elektrické energie v elektrárnách a její distribuci prostřednictvím přenosové soustavy, ale také o těžbu, distribuci a využití uhlí, ropy, zemního plynu, jaderného paliva či dřeva. Dále se může jednat o výrobu a zpracování propanbutanu, bioplynu (metanu) nebo o využití energie Slunce, vody, větru, přílivu, odlivu či energie geotermální. V širším slova smyslu zahrnuje též výstavbu a výrobu energetických zařízení.
Energy Information Administration roku 2021 odhaduje, že do roku 2050 světová spotřeba energie nebude klesat a to ani pro jednotlivé neobnovitelné zdroje energie.

## Energetika v ČR
Energetiku v České republice reguluje energetický regulační úřad (ERÚ). Do jeho pravomocí a kompetencí spadá regulace cen energií, podpora hospodářské soutěže, udělování licencí a dozor obchodníků a výrobců energií, ochrana spotřebitele na energetickém trhu.

## Energetika v EU

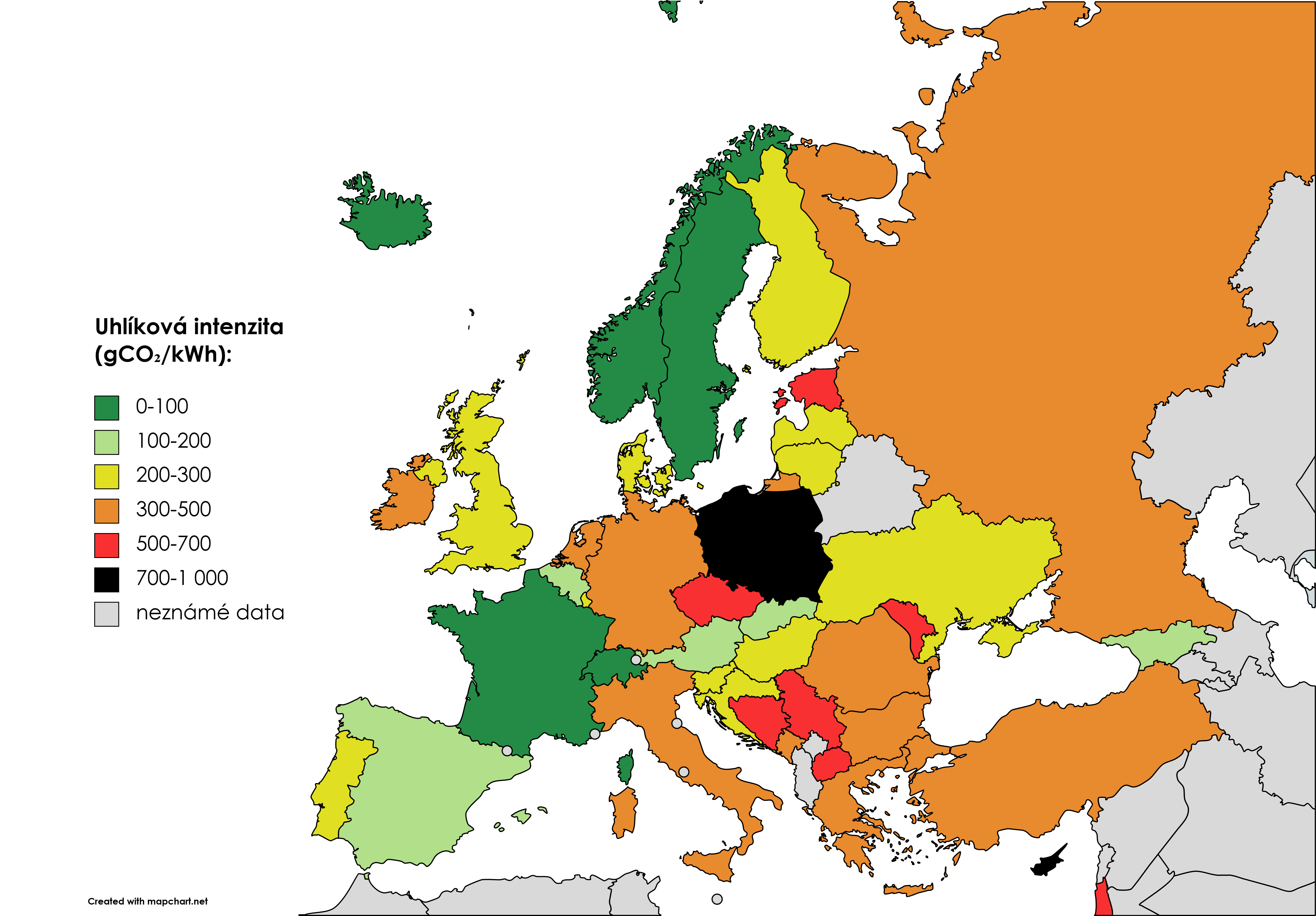
Mapa zobrazuje jednotlivé státy Evropy a jejich energetiku. Čím vyšší je uhlíková intenzita, tím méně je energetika daného státu ekologická.

Ochranu investic do energetiky v EU zaručuje Smlouva o energetické chartě (anglicky „Energy Charter Treaty“). Mnohostranná smlouva platí do roku 2030 až 2040 (po vypovězení platí 20 let). Smlouvu roku 2016 vypověděla Itálie a čelí arbitrážím (za zmařené investice musí Itálie platit). Několik zemí roku 2022 oznámilo plán odstoupit.
V roce 2021 se nejvíce podílely na výrobě elektrické energie obnovitelné zdroje a biomasa, a to 37%. Největší podíl obnovitelných zdrojů má Island (100%) a Rakousko (83%). Druhý největší podíl na výrobě elektřiny mají jaderné elektrárny. Jaderné elektrárny produkují nejméně gCO₂/kWh ze všech dostupných zdrojů, dokonce i méně než obnovitelné zdroje. Je to způsobeno vysokou efektivitou. Problém je ovšem s jaderným odpadem, který se musí někam ukládat. Elektřinu z jádra v současné době využívá 13 ze 27 států EU, některé se ale rozhodly od jaderné energetiky upustit (např. Německo), ale jiné v budoucnu plánují postavit nové jaderné elektrárny (např. Polsko). V roce 2021 pocházelo z jádra celkem 25% vyrobené elektřiny. Třetí největší podíl na výrobě elektřiny mají elektrárny na zemní plyn. Tenhle způsob výroby elektřiny hodně využívají státy, které mají bohatá ložiska zemního plynu (ty se nacházejí zejména v Severním moři). Největší podíl plynových elektráren má Irsko (48%), Nizozemsko (45%), Řecko (41%) a Itálie (41%). 20% vyrobené elektřiny v EU pocházelo z plynových elektráren. Čtvrtý největší podíl na výrobě elektřiny (15%) mají elektrárny na černé a hnědé uhlí. Některé státy spalování uhlí jako způsob výroby elektřiny vůbec nepoužívají, ale některé státy jsou na něm extrémně závislé. Např. Polsko vyrábí 69% elektřiny tímto způsobem, což má i za následek velkou uhlíkovou stopu. Elektrárny vyrábějící elektřinu z ropy ze podílí na celkové produkci pouze 2%. Ropu na výrobu elektřiny ve velkém používají ostrovy jako jako Kypr nebo Faerské ostrovy. Ostatní způsoby výroby elektřiny tvoří 1%.